# Białe Boże Narodzenie
Białe Boże Narodzenie (ang. White Christmas) – amerykański film muzyczny z 1954 roku w reżyserii Michaela Curtiza, w którym występują Bing Crosby, Danny Kaye, Rosemary Clooney i Vera-Ellen.

## Obsada
- Bing Crosby jako Bob Wallace
- Danny Kaye jako Phil Davis
- Rosemary Clooney jako Betty Haynes
- Vera-Ellen jako Judy Haynes
- Dean Jagger jako Tom Waverly
- Mary Wickes jako Emma Allen
- Johnny Grant jako Ed Harrison
- John Brascia jako John/Johnny, Judy Haynes’

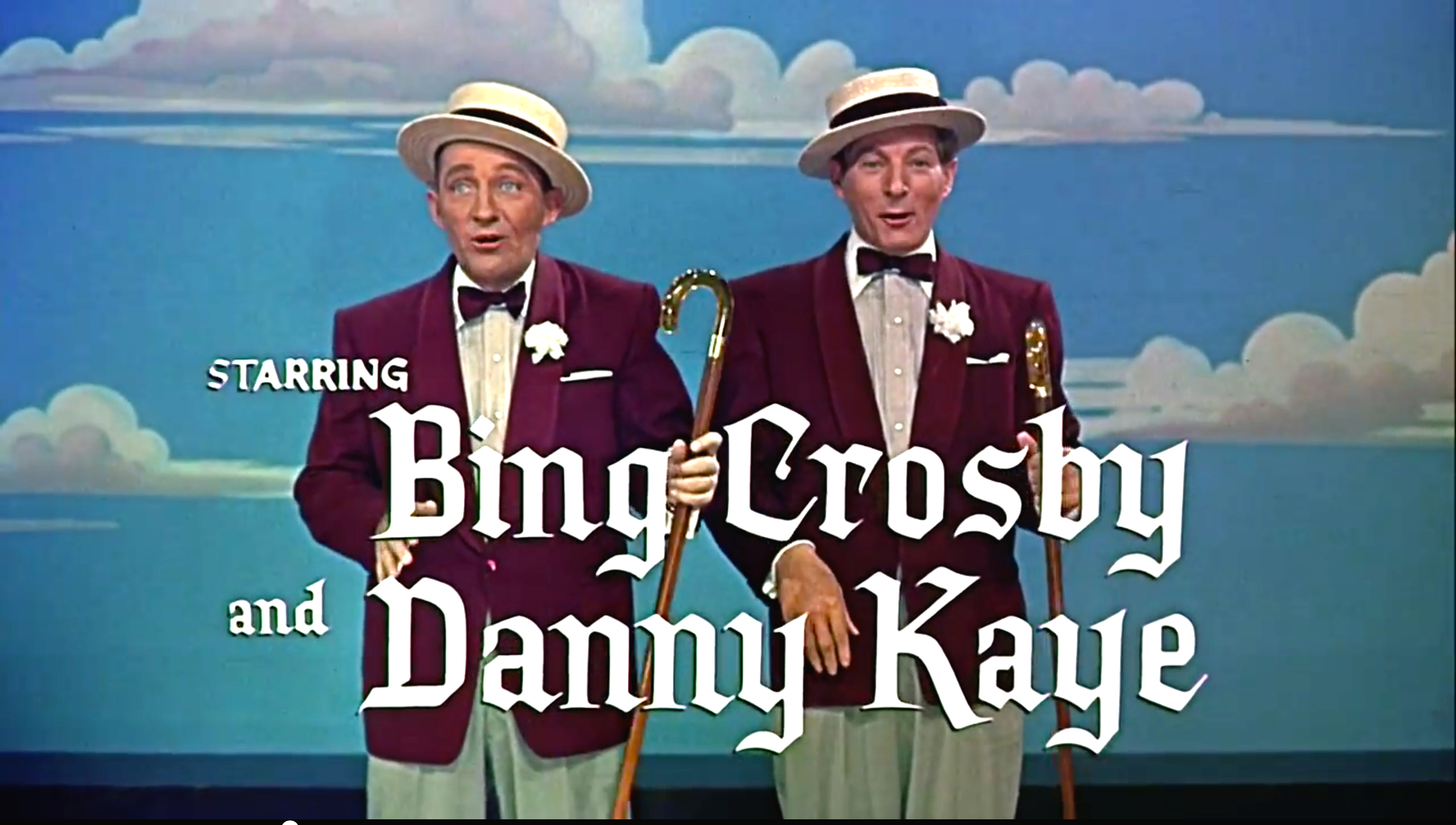

- Sig Ruman jako gospodarz

i inni

## Fabuła
Film opowiada historię dwóch piosenkarzy (Bing Crosby i Danny Kaye), którzy po zakończeniu II wojny światowej łączą swe siły, by stać się rewelacją sezonu. Dołącza do nich żeński duet (Rosemary Clooney i Vera-Ellen), z którymi wyruszają na wielkie świąteczne tournee do Vermont. Mężczyźni odkrywają, ze lokal, w którym mają występować należy do ich dawnego dowódcy wojskowego, przeżywającego obecnie poważne problemy finansowe.